# Estación de Torrejón de Ardoz
Torrejón de Ardoz es una estación ferroviaria situada en el municipio español homónimo al este de Madrid. Forma parte de las líneas C-2, C-7 y C-8 de Cercanías Madrid. Cumple también funciones logísticas bajo el nombre de Torrejón-Mercancías.

## Situación ferroviaria
La estación se encuentra situada en el punto kilométrico 23,0 de la línea férrea de ancho ibérico Madrid-Barcelona, a 589,27 metros de altitud, entre las estaciones de San Fernando y Soto del Henares. El tramo está electrificado y es de vía doble. 
La estación era también el kilómetro 0,0 de la línea férrea Torrejón de Ardoz-Tarancón, el popularmente denominado «ferrocarril de los cuarenta días», que fue puesta en marcha durante la Guerra civil y desmantelada casi en su totalidad en 1940. De este trazado se conserva operativa una pequeña sección que está integrada dentro de la playa de vías de la estación.

## Historia
Los orígenes de la estación se remontan a 1859, cuando la compañía MZA abrió el tramo Madrid-Guadalajara de la línea férrea Madrid-Zaragoza. En 1941, la nacionalización del ferrocarril en España supuso la integración de la compañía en la recién creada RENFE. En los años 80 fue integrada en la red de Cercanías Madrid. Desde el 31 de diciembre de 2004 Renfe Operadora explota la línea mientras que Adif es la titular de las instalaciones ferroviarias.

## La estación
La estación se encuentra en la intersección de la calle de la Estación con el paseo de la Estación, anexa a la plaza de España y la avenida de la Constitución, antigua travesía del municipio por parte de la N-II. Esta estación es la central de Torrejón y da servicio al casco antiguo y a toda la zona oeste de la ciudad. Otra estación, Soto del Henares se sitúa cuatro kilómetros al este, y da servicio a los barrios más orientales del municipio. 
Posee cuatro vías y dos andenes uno lateral y otro central. La vía 1 es usada por la línea  C-2 en dirección a Madrid-Chamartín, por la línea C-7 en dirección a Príncipe Pío y por la línea C-8 en dirección Cercedilla o El Escorial. La vía 2 es empleada por las líneas C-2 y C-8 en dirección a Guadalajara y por la línea C-7 en dirección a Alcalá de Henares. La vía 5 es recorrida por los trenes CIVIS. Por último la vía 3 es vía pasante sin acceso a andén.
Fue recientemente remodelada en profundidad, con la construcción de un nuevo túnel de acceso al andén central, ampliación en la superficie de éste, eliminación de barreras arquitectónicas, adaptación a personas con movilidad reducida con nuevas escaleras automáticas y ascensores, y mejora de accesos. En junio de 2017 se inauguró un nuevo acceso sur, directo al aparcamiento de la estación, el Parque del Ocio y el barrio de Los Fresnos.

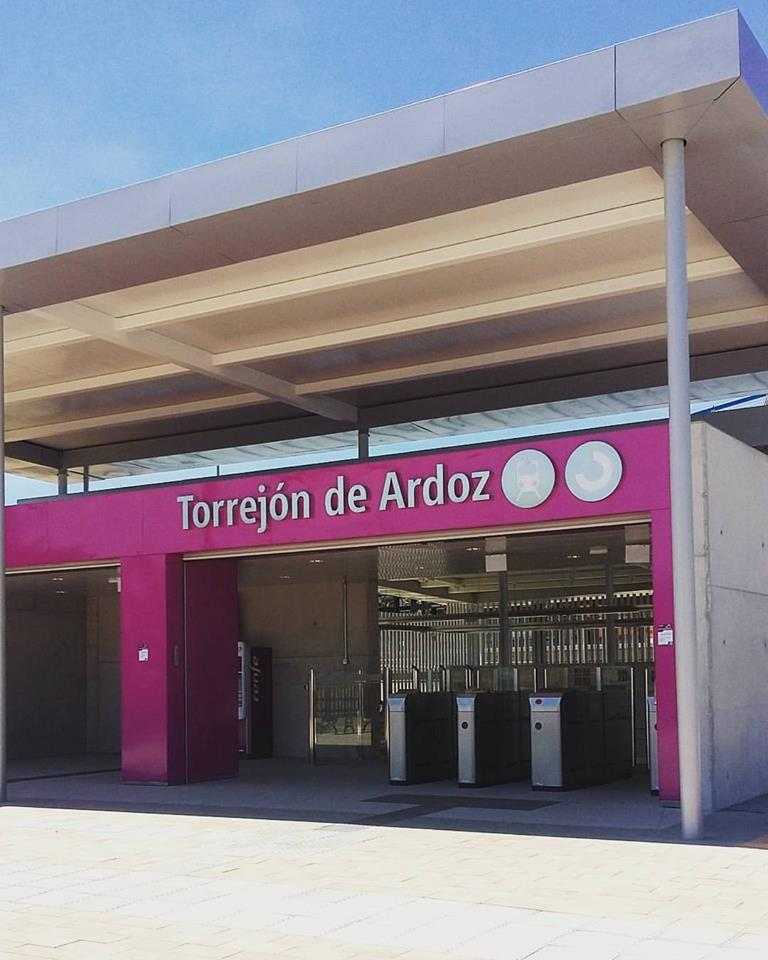
Acceso sur de la estación de Torrejón de Ardoz al Parque del Ocio y el Recinto ferial de la localidad

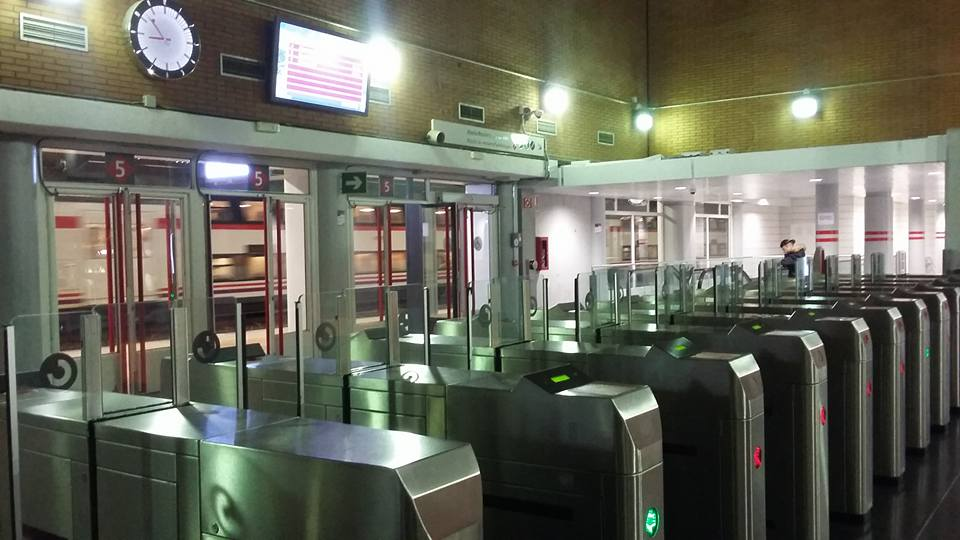
Vista del vestíbulo de la estación.

### Accesos
- Plaza de España Plaza de España con Paseo de la Estación.
- Parque del Ocio/Recinto ferial Acceso al aparcamiento de la estación.

## Servicios ferroviarios

### Cercanías
| procedencia/destino                              | < estación   | Línea | estación >        | destino/procedencia |
| ------------------------------------------------ | ------------ | ----- | ----------------- | ------------------- |
| Chamartín                                        | San Fernando |       | Soto del Henares  | Guadalajara         |
| Príncipe Pío                                     | San Fernando |       | Soto del Henares  | Alcalá de Henares   |
| Cercedilla                                       | San Fernando |       | Soto del Henares  | Guadalajara         |
| Santa María de la Alameda-Peguerinos El Escorial | San Fernando |       | Soto del Henares  | Guadalajara         |
| Chamartín                                        | San Fernando |       | Alcalá de Henares | Guadalajara         |

La estación forma parte de las líneas C-2, C-7 y C-8 de la red de Cercanías Madrid.
Dispone de trenes CIVIS que la conectan directamente con Madrid-Chamartín y Alcalá de Henares sin paradas intermedias.

## Conexiones
La red de autobuses urbanos de Torrejón y la red de autobuses interurbanos de Madrid ofrecen amplias conexiones con la estación de cercanías gracias a las diferentes paradas existentes en la plaza de España y en sus aledaños. 
| Diurnos |                                       |                                               |          |
| Línea   | Destino                               | Parada                                        | Operador |
| 1A      | Circular Torrejón A                   | 15082 Av. Constitución-Est. Torrejón de Ardoz | ALSA     |
| 2       | Barrio del Castillo - Fresno          | 15082 Av. Constitución-Est. Torrejón de Ardoz | ALSA     |
| 3       | Los Fresnos                           | 15082 Av. Constitución-Est. Torrejón de Ardoz | ALSA     |
| 5A      | Circular Parque Europa A              | 15082 Av. Constitución-Est. Torrejón de Ardoz | ALSA     |
| 1B      | Circular Torrejón B                   | 07430 Av. Constitución-Est. Torrejón de Ardoz | ALSA     |
| 2       | Las Fronteras                         | 07430 Av. Constitución-Est. Torrejón de Ardoz | ALSA     |
| 3       | Pol. Ind. Los Almendros               | 07430 Av. Constitución-Est. Torrejón de Ardoz | ALSA     |
| 5B      | Circular Parque Europa B              | 07430 Av. Constitución-Est. Torrejón de Ardoz | ALSA     |
| 4       | Parque Corredor                       | 15083 Terminal Pza. España-Est. Torrejón      | ALSA     |
| 6       | Oasiz / P. I. Casablanca / Base Aérea | 15083 Terminal Pza. España-Est. Torrejón      | ALSA     |

| Diurnos   |                                 |                                               |                           |
| Línea     | Destino                         | Parada                                        | Operador                  |
| 223       | Alcalá de Henares               | 15082 Av. Constitución-Est. Torrejón de Ardoz | ALSA                      |
| 224       | Torrejón de Ardoz (Hospital)    | 15082 Av. Constitución-Est. Torrejón de Ardoz | ALSA                      |
| 824       | Alcalá de Henares (Politécnico) | 15082 Av. Constitución-Est. Torrejón de Ardoz | ALSA                      |
| 824       | Madrid (Aeropuerto)             | 07430 Av. Constitución-Est. Torrejón de Ardoz | ALSA                      |
| 223       | Madrid (Avenida de América)     | 15442 Terminal Pza. España-Est. Torrejón      | ALSA                      |
| 224       | Madrid (Avenida de América)     | 15442 Terminal Pza. España-Est. Torrejón      | ALSA                      |
| 215       | Paracuellos de Jarama           | 15084 Terminal Pza. España-Est. Torrejón      | ALSA                      |
| 220       | San Fernando de Henares         | 15084 Terminal Pza. España-Est. Torrejón      | ALSA                      |
| 340       | Mejorada del Campo              | 20266 Terminal Pza. España-Est. Torrejón      | Avanza Movilidad Integral |
| Nocturnos |                                 |                                               |                           |
| N202      | Alcalá de Henares - Meco        | 15082 Av. Constitución-Est. Torrejón de Ardoz | ALSA                      |
| N202      | Madrid (Avenida de América)     | 15442 Terminal Pza. España-Est. Torrejón      | ALSA                      |